# Alter Israel Szimon z Mińska Mazowieckiego

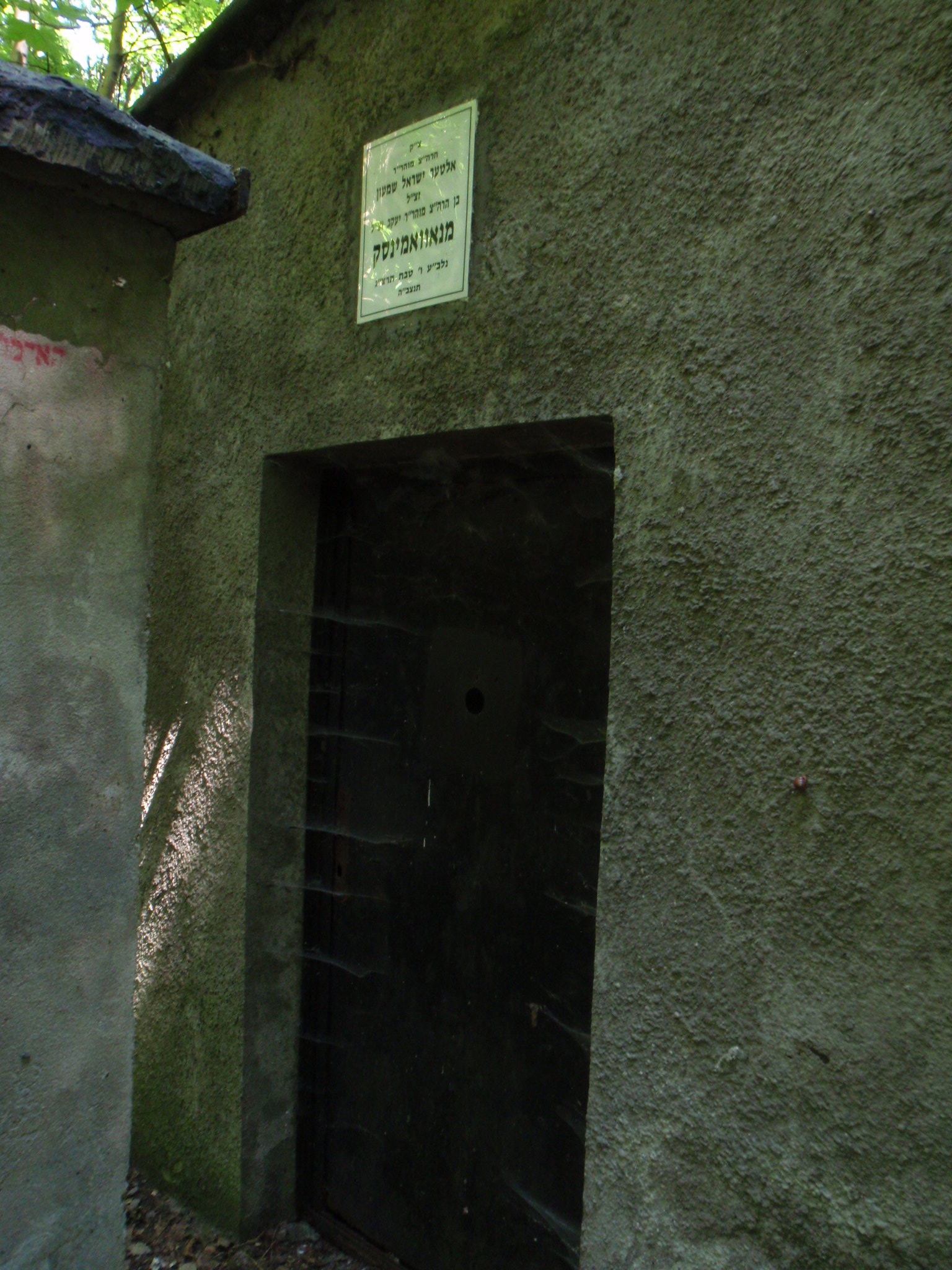
Ohel Altera Israela Szimona na cmentarzu żydowskim w Warszawie

Alter Israel Szimon Perłow z Mińska Mazowieckiego (hebr. אלטער ישראל שמעון מנאוואמינסק; ur. 1874, zm. 31 grudnia 1932 w Warszawie) – rabin chasydzki, w latach 1902–1932 cadyk z Mińska Mazowieckiego.
Był synem Jaakowa z Mińska Mazowieckiego. Był jednym z najbardziej popularnych cadyków w okresie międzywojennym. Podczas I wojny światowej przeprowadził się do Warszawy, gdzie mieszkał do śmierci. Autor dwóch tomów Tiferet Isz (hebr. תפארת איש; pol. Wspaniałość człowieka).
Pochowany jest w ohelu na cmentarzu żydowskim przy ulicy Okopowej w Warszawie (kwatera 57, rząd 8). Obecnie jego grób nie jest obiektem licznych pielgrzymek chasydów.